# Niles (Nueva York)
Niles es un pueblo ubicado en el condado de Cayuga en el estado estadounidense de Nueva York. En el año 2000 tenía una población de 1.208 habitantes y una densidad poblacional de 11.9 personas por km².

## Geografía
Niles se encuentra ubicado en las coordenadas 42°48′57″N 76°24′53″O / 42.81583, -76.41472.

## Demografía
Según la Oficina del Censo en 2000 los ingresos medios por hogar en la localidad eran de $42,167, y los ingresos medios por familia eran $47,188. Los hombres tenían unos ingresos medios de $33,250 frente a los $26,250 para las mujeres. La renta per cápita para la localidad era de $20,791. Alrededor del 7.5% de la población estaban por debajo del umbral de pobreza.